# Hueso de Lebombo
El hueso Lebombo es una herramienta ósea con marcas incisas hecha del peroné de un babuino. Fue descubierto en las montañas de Lebombo, ubicadas entre Sudáfrica y Suazilandia. Los cambios en partes de las muescas indican el uso de diferentes filos. El descubridor del hueso, Peter Beaumont, ve esto como evidencia de que se han hecho, como otras marcas encontradas en todo el mundo, en la participación en rituales. 
El hueso tiene entre 44.200 y 43.000 años, según 24 dataciones por radiocarbono. Esto es mucho más antiguo que el hueso Ishango con el que a veces se confunde. Otros huesos con muescas tienen 80,000 años de antigüedad, pero no está claro si las muescas son meramente decorativas o si tienen un significado funcional.
Según el Libro Universal de las Matemáticas, las 29 muescas del hueso de Lebombo sugieren que "pudo haber sido utilizado como un contador de fase lunar, en cuyo caso las mujeres africanas pudieron haber sido las primeras matemáticas, porque el seguimiento de los ciclos menstruales requiere un calendario lunar". Sin embargo, el hueso está claramente roto en un extremo, por lo que las 29 muescas pueden ser o no el número total. En los casos de otros huesos con muescas que se encuentran en todo el mundo, no ha habido un recuento de muescas consistente, muchos de ellos en el rango de 1 a 10.